# Remo nos Jogos Pan-Americanos de 2011 - Skiff duplo masculino
A competição do skiff duplo masculino foi um dos eventos do remo nos Jogos Pan-Americanos de 2011. Foi disputada na Pista de Remo e Canoagem, em Ciudad Guzmán, nos dias 15 e 17 de outubro.

## Calendário
Horário local (UTC-6).
| Data          | Horário | Fase          |
| ------------- | ------- | ------------- |
| 15 de outubro | 09:20   | Eliminatórias |
| 17 de outubro | 09:48   | Final A       |

## Medalhistas
| Ouro   | ARG Cristian Rosso e Ariel Suárez         |
| Prata  | CUB Janier Concepción e Yoennis Hernández |
| Bronze | VEN César Amaris e José Guipe             |

## Resultados

### Eliminatórias
| Pos. | Remadores                                 | País               | Tempo   | Obs. |
| ---- | ----------------------------------------- | ------------------ | ------- | ---- |
| 1    | Daniel Urevick-Ackelseberg e Andrew Quinn | USA Estados Unidos | 6:45.59 | FA   |
| 2    | Janier Concepción e Yoennis Hernández     | CUB Cuba           | 6:50.10 | FA   |
| 3    | Cristian Rosso e Ariel Suárez             | ARG Argentina      | 6:50.94 | FA   |
| 4    | César Amaris e José Guipe                 | VEN Venezuela      | 6:51.90 | FA   |
| 5    | Alan Curiel e Horacio Rangel              | MEX México         | 7:12.38 | FA   |
| 6    | Steven Payne e Eric Bevan                 | CAN Canadá         | 7:18.94 | FA   |

### Final A
| Pos.              | Remadores                                 | País               | Tempo   | Obs. |
| ----------------- | ----------------------------------------- | ------------------ | ------- | ---- |
| Medalha de ouro   | Cristian Rosso e Ariel Suárez             | ARG Argentina      | 6:26.55 |      |
| Medalha de prata  | Janier Concepción e Yoennis Hernández     | CUB Cuba           | 6:32.54 |      |
| Medalha de bronze | César Amaris e José Guipe                 | VEN Venezuela      | 6:36.81 |      |
| 4                 | Daniel Urevick-Ackelseberg e Andrew Quinn | USA Estados Unidos | 6:39.40 |      |
| 5                 | Steven Payne e Eric Bevan                 | CAN Canadá         | 6:47.76 |      |
| 6                 | Alan Curiel e Horacio Rangel              | MEX México         | 6:49.43 |      |

### Remo
| S | Classificado(a) para as semifinais |    |                        | FA | Final A (disputa de medalhas) |  |  | FD | Final D (sem medalhas) |
| Q | Classificado(a) para as quartas    | FB | Final B (sem medalhas) | FE | Final E (sem medalhas)        |  |  |    |                        |
| R | Classificado(a) para a repescagem  | FC | Final C (sem medalhas) | FF | Final F (sem medalhas)        |  |  |    |                        |